# جو كينغ
جو كينغ (بالإنجليزية: Joe King)‏ هو ممثل أمريكي، ولد في 9 فبراير 1883 بأوستن في الولايات المتحدة، وتوفي في 11 أبريل 1951 في الولايات المتحدة.

## وصلات خارجية
- جو كينغ على موقع IMDb (الإنجليزية)
- جو كينغ على موقع أول موفي (الإنجليزية)
- جو كينغ على موقع قاعدة بيانات الفيلم (الإنجليزية)